# 오다정 (오카야마현)
오다정(小田町)은 오카야마현 오다군에 있던 정이다. 현재의 야카게정의 일부에 해당한다.
1925년 6월 1일에 발족하여, 1961년 1월 15일에 야카게정에 편입합병되어 소멸하였다.

## 역사
- 1889년 6월 1일 - 정촌제 시행에 의해 오다군 오다촌이 발족하였다.
- 1925년 6월 1일 - 정으로 승격해 오다정이 되었다.
- 1961년 1월 15일 - 야카게정에 편입해 폐지되었다.

## 참고문헌
- 『市町村名変遷辞典』東京堂出版、1990年。